# Emilio Bonifácio
Emilio José Bonifácio Del Rosario (Santo Domingo, 23 de abril de 1985) é um jogador de beisebol dominicano, que joga na posição de utilitário (utility player).

## Carreira
Bonifácio compôs o elenco da Seleção Dominicana de Beisebol nos Jogos Olímpicos de Verão de 2020 em Tóquio, onde conquistou a medalha de bronze após derrotar a equipe sul-coreana na disputa pelo pódio.